# Hopwortelboorder
De hopwortelboorder (Hepialus humuli) is een nachtvlinder uit de familie van de wortelboorders (Hepialidae).

## Beschrijving
De vlinder heeft een voorvleugellengte van 21 tot 29 mm voor de mannetjes en 21 tot 35 mm voor de vrouwtjes. De mannetjes hebben aan de bovenkant witgekleurde vleugels, aan de onderkant zijn ze bruingrijs. De vrouwtjes hebben een geel-oranje voorvleugel met oranje tekening. De hopwortelboorder komt verspreid over een groot deel van het Palearctisch gebied voor.
Op Faeröer en de Shetlandeilanden komt de ondersoort Hepialus humuli thulensis voor. In deze ondersoort zijn de mannetjes polymorf. De mannetjes kennen drie vormen: wit, wit met tekening, en net als de vrouwtjes geel-oranje met tekening. In de laatste vorm komen zelfs extra donkere mannetjes voor. Het (blijven) bestaan van de donkerder mannetjes in deze zeer noordelijke omgeving heeft waarschijnlijk te maken met de voordelen bij predatie door vogels in de schemer, wanneer de mannetjes uitvliegen, en een minder belang van de witte kleur onder deze omstandigheden voor herkenning door vrouwtjes voor paring.

## Ecologie
De vliegtijd is van halverwege mei tot in juli. De hopwortelboorder heeft allerlei  grassen en andere kruidachtige planten als waardplanten, en niet alleen hop zoals zowel de wetenschappelijke (naar het geslacht van hop: Humulus) als de Nederlandse naam suggereert. De soort overwintert, soms twee keer, als rups. Hij is vooral te vinden in ruigten, open bossen met ondergroei van heide en plaatsen als akkerranden, wegbermen en wilde tuinen.

## Verspreiding
De hopwortelboorder is in Nederland een niet zo algemene en in België een vrij algemene soort en komt verspreid over een groot deel van het Palearctisch gebied voor.